# Paukovec
 Paukovec  falu Horvátországban Zágráb megyében. Közigazgatásilag Szentivánzelinához tartozik.

## Fekvése
Zágrábtól 20 km-re északkeletre, községközpontjától  9 km-re délnyugatra, az A4-es autópálya mellett fekszik.

## Története
A történeti források szerint Paukovec birtokként, településként és várként is szerepel. Toponim Gradinán, százötven méterrel a kastély fölött, volt valaha egy középkori vár melynek sorsa nem ismert. A település neve 1421-ben birtokként említik először "Paukovecz" alakban. A paukoveci uradalomról a 16. századból származnak az első adatok. Birtokosa a ladomeri Bradacs család volt, de Ferdinánd király hűtlenség címén elvette tőlük és 1541-ben a Zrínyieknek adta. A birtokot később Bradacs Gergely lánya visszakapta és Istvánffy Miklósra, fogadott fiára hagyta. A település 1582-ben "Pavkow werh" ( azaz Pauk hegye) néven szerepel. Istvánffy, aki az alnádori tisztséget is betöltötte 1608. szeptember 29-én, Paukovecet a jezsuitáknak ajándékozta. A rend néhány évvel azelőtt telepedett meg Zágrábban és 1773-ig birtokolta az uradalmat. A jezsuiták az itt állt 16. századi kúriát lebontották és helyén egy nyári rezidenciát építettek, ahol a zágrábi jezsuita iskolák tanárai töltötték nyári szabadidejüket. 1760 körül egy kastély jellegű kollégiumi épületet is emeltek a településen, ahol jelentős jövedelmet hozó mintagazdaságot alakítottak ki. A rend feloszlatása után birtokai a vallásalap kezelésébe kerültek. 1774-ben Niczky Kristóf vásárolta meg, majd Erdődy Máriának Badenfeld Károllyal történt házasságával a Badenfeld családé lett. A Niczkyek a kollégium épületét kastéllyá alakíttatták át. Paukovec később a Gudenus, a Széchenyi és a Bombelles család birtoka volt. Utolsó birtokosa Mihun István volt, aki 1916 körül a birtokot felparcelláztatta és a környékbeli parasztoknak adta el. 
A falunak 1857-ben 255, 1910-ben 469 lakosa volt. Trianonig Zágráb vármegye Szentivánzelinai járásához tartozott. 2001-ben 337 lakosa volt. 

## Lakosság
| Lakosság változása | Lakosság változása | Lakosság változása | Lakosság változása | Lakosság változása | Lakosság változása | Lakosság változása | Lakosság változása | Lakosság változása | Lakosság változása | Lakosság változása | Lakosság változása | Lakosság változása | Lakosság változása | Lakosság változása |
| ------------------ | ------------------ | ------------------ | ------------------ | ------------------ | ------------------ | ------------------ | ------------------ | ------------------ | ------------------ | ------------------ | ------------------ | ------------------ | ------------------ | ------------------ |
| 1857               | 1869               | 1880               | 1890               | 1900               | 1910               | 1921               | 1931               | 1948               | 1953               | 1961               | 1971               | 1981               | 1991               | 2001               |
| 255                | 316                | 386                | 449                | 523                | 469                | 459                | 484                | 482                | 463                | 449                | 423                | 364                | 339                | 337                |

## Nevezetességei
A jezsuiták itteni kastélyából csak a pince egy része maradt fenn, melyre a 20. században családi házat építettek. A kastélyt 1760 körül a zágrábi jezsuiták építették a zágrábi jezsuita gimnázium és akadémia professzorainak nyári üdülőjeként. Az épület U alakú háromszárnyú barokk stílusú volt, ahol lakó és gazdasági épületrészek voltak. Legjelentősebb részei a kápolna és a másik két szárnyban kialakított tizenkét szoba voltak. A délkeleti és északnyugati szárnynak az udvar felé nyitott árkádjai voltak. Az épületet a 18. század végén a Niczky grófok klasszicista stílusú kastéllyá építtették át. A kastélyt szép park övezte, melyet szobrokkal díszített sétányok és egy tó is ékesített. Pusztulása az utolsó tulajdonos távozása után, 1922-ben kezdődött. Mára Horvátország egyik legszebb vidéki kastélyából és parkjából szinte semmi nem maradt.

## Külső hivatkozások
- Szentivánzelina község hivatalos oldala
- Kalinski: Ojkonimija zelinskoga kraja. Zagreb. 1985.
- Mladen Bojana Šćitaroci: Dvorci i perivoji u Slavoniji  Zagreb. 1998.